# Bey-sur-Seille
Bey-sur-Seille är en kommun i departementet Meurthe-et-Moselle i regionen Grand Est (tidigare regionen Lorraine) i nordöstra Frankrike. Kommunen ligger i kantonen Nomeny som tillhör arrondissementet Nancy. År 2022 hade Bey-sur-Seille 189 invånare.

## Befolkningsutveckling
Antalet invånare i kommunen Bey-sur-Seille
| Referens: INSEE |